# 陳啟禮
陳啟禮（1941年4月27日—2007年10月4日），綽號「鴨霸子」、「旱鴨子」，籍貫江蘇高淳，台灣竹聯幫首任總堂主（幫主）、精神領袖。國共內戰後隨父母到台灣後住在眷村，當時外省人學生與本省人學生時常發生衝突，外省學生為了自保於是結黨成派，這也成為陳啟禮加入組織犯罪的起點，陳啟禮在竹聯幫積極發展，1968年被推舉為「總堂主」。陳啟禮在曾因陳仁案和江南案入獄兩次，其中江南案引發嚴重的政治紛爭。1996年，陳啟禮在治平專案後逃離台灣前往柬埔寨發展，直到2007年因病赴香港治療，同年病逝。

## 生平
陳啟禮於1941年4月27日生於四川省广安县，父親陳鐘為法官，母親蕭瑋為書記官，家中排行老大。國共內戰後隨父母到台灣後住在眷村，陳啟禮國小就讀台北市東門國小期間，當時全班連他自己只有三個外省人，因省籍問題，當時陳啟禮時常與本省人學生發生衝突。陳啟禮從東門國小畢業，初中就讀台北市強恕中學，結識了校園幫派「中和幫」的成員周榕及周德新等人，從此開始其幫派生涯。

### 竹林聯盟
1957年間，中和幫幫主孫德培犯下殺人事件遭逮入獄，中和幫因此內鬥分裂。同年，中和幫成員趙寧聚集殘餘幫眾召開會議，重新成立「竹林聯盟」，後簡稱為「竹聯幫」。最早的竹林聯盟時期設立五個派別分支，其中「鴨」字派的老大為周榕。
1958年，陳啟禮由劉永吉引領追隨周榕參與竹聯幫結拜儀式，正式拜入竹聯幫，並且逐漸在江湖上為自己打出「旱鴨子」的名號。陳啟禮的父親為了讓陳啟禮遠離幫派生活，便將他轉學至新北市新店南強中學就讀，但因他涉入幫派生活已深，陳父的用心良苦終究為時已晚。陳啟禮父親曾受媒體採訪回憶當年提到：「當時，我看到他那滿是失望的眼光就明白了，這個孩子以後在外面不管遇到什麼事，都不會再來告訴我了。」
陳啟禮在新店南強中學就讀期間，結識了未來竹聯幫的重要成員「青蛇」鄧國灃等人，一同在南強中學校園內另組織名為「南強聯盟」的校園幫派，並且在往後竹聯幫與四海幫嚴重衝突期間，依竹聯幫成員林國棟的召請帶領大批南強聯盟的成員加入竹聯幫。
1962年間，四海幫遭台灣當局及警方打壓並且遭勒令解散。陳啟禮與竹聯幫趁機嶄露頭角，帶領竹聯幫基層成員展開大規模的幫派行動，佔領了四海幫在台北市古亭區原有的地盤。此後竹聯幫又與各大幫派鬥爭，不斷擴張地盤。陳啟禮也成為竹聯幫內擁有舉足輕重地位的成員。竹聯幫便在此時從「校園幫派」轉變為「街頭幫派」。
1968年4月間，竹聯幫於陽明山召開會議重新進行組織編制，由張安樂自任「總護法」主持會議尊奉陳啟禮為「大哥」，並推舉陳啟禮為「總堂主」（幫主），成為竹聯幫成立以來第一位被視為幫主的成員。

### 香港西餐廳事件
1968年間，時年27歲的陳啟禮從陸軍退役。台北市中山區民權東路的「香港西餐廳」老闆陸豪，為了避免幫派份子到餐廳找麻煩，便聘請陳啟禮至香港西餐廳擔任經理，希望藉由陳啟禮在幫派的人脈及聲望來避免事端。
中山區當地幫派「牛埔幫」獲悉有外來幫派踏入中山區，因此前往餐廳收取保護費並與陳啟禮等人爆發衝突引發爭端。隨後竹聯幫獲悉牛埔幫欲集結幫眾進行報復，陳啟禮搶先率領楊寶麟、吳功、周令剛、童強、胡執中、吳敦、王華五等竹聯幫成員攜帶槍械及刀械突襲牛埔幫位於雙連車站一帶俗稱「鐵支路」的據點爆發械鬥衝突，並在衝突中由綽號「蜈蚣」吳功使用散彈槍擊發竹聯幫的第一槍震撼當地。
同年7月4日，竹聯幫多次的衝突事件徹底激怒了牛埔幫，便號召上百名牛埔幫份子手持武器前往香港西餐廳報復，與在餐廳的陳啟禮等人再次爆發衝突。餐廳裡以陳啟禮為首的餐廳人員守在餐廳二樓，用削尖的竹竿當武器堵住樓梯口防止牛埔幫份子衝上二樓。此後竹聯幫獲知消息，由陳啟禮的親信蕭正明、黃舜、陳功、林建發、吳功、汪沛雷、周令剛、吳敦等八人，手持武士刀及散彈槍搭乘兩部計程車率先前往餐廳支援，抵達後兵分兩路與牛埔幫份子發生械鬥混戰。混戰中陳功及蕭正明持刀砍斷牛埔幫大哥的手，隨後牛埔幫份子持土製炸彈至餐廳引爆報復，驚動警備總部動員前往展開圍捕行動。
此事件竹聯幫前後僅十多人到場支援對抗牛埔幫上百人的械鬥事件震驚社會，竹聯幫成為當時第一個踏進台北市中山區還能全身而退的外來幫派，陳啟禮名號自此與竹聯幫劃上等號，不僅成為當時社會矚目的焦點，從此也成為江湖傳奇。同時也因為香港西餐廳一事後，竹聯幫正式從「街頭幫派」正式走向「社會幫派」，並且開始經營賭場等不法生意。

### 陳仁事件
1970年間，竹聯幫成員陳仁因盜領組織公款六十萬元逃逸，還尋求警方的庇護並且轉當污點證人，警方因此大動作掃蕩竹聯幫，使得竹聯幫對陳仁發出追殺令。同年7月14日晚上9時，時任竹聯幫右護法的張如虹與兩名同夥在台北市西門町漢中街公然在三名刑警的保護下刺殺陳仁震驚社會，並引起軒然大波，警方因此展開緊急行動圍捕被視為幕後指使者的陳啟禮等人，被視為竹聯幫幕後金主的餐廳老闆陸豪、舞廳老闆何文之，以及陳功、楊遂忠、吳功、汪沛雷、胡執中、周金海等幫內大哥亦遭警方逮捕偵訊調查，並將部分成員移送至外島管訓。
陳啟禮及吳敦前後曾接受媒體採訪表示，當時張如虹於西門町漢中街「北海餐廳」遇到受警方保護的陳仁一行人時，打電話至陳啟禮家中報告此事，但是接起電話的是吳敦而非陳啟禮本人，在張如虹報告陳仁動向時吳敦於電話另一頭回覆「動！」，使得張如虹誤以為是陳啟禮下的指令，隨即在警方面前刺殺陳仁四刀，並且經由送醫急救後未死。
陳啟禮因為警方追緝而逃亡至台南租屋處躲藏，最終在陳啟禮父親提供消息及線索下，逃逸七日後於7月22日與幫內成員陳大偉、張如虹等人在台南遭到逮捕。陳啟禮也因此被移送至綠島監獄入獄服刑五年半。

### 重返竹聯幫
1976年間，陳啟禮因陳仁案服刑出獄後，並未馬上回到竹聯幫，而是投身商界並在1977年間成立「承安消防」縱橫商場。但是因為竹聯幫曾在1976年4月間與四海幫發生「杏花閣血案」後，涉案幫眾遭逮捕判刑入獄及逃亡海外，四海幫份子卻全身而退使得竹聯幫顏面盡失，竹聯幫因此再度找上陳啟禮，希望陳啟禮再重新出來主持大局因此再度重回竹聯幫。
竹聯幫此時正處於新舊派系之間的嚴重鬥爭中，被視為舊派元老系統的領袖是陳啟禮加入幫派時的老大「周霸子」周榕，在陳啟禮因「陳仁案」入獄期間周榕被稱為竹聯幫的名譽領袖。最終在周榕表示「以大局為重」急流勇退，結束了這場新舊派系的鬥爭。陳啟禮因此成為了統一竹聯的實質霸子，被公認為是竹聯幫真正的幫主，逐漸被稱為「鴨霸子」。不久之後陳啟禮仍為國防部情報局吸收，藉此國家政治力在背後的支撐，迅速發展竹聯幫

### 江南案
1984年8月14日至18日，陳啟禮於軍情局菁山營區以化名「鄭泰成」完成受訓講習後，受派由陳虎門處長主簽、汪希苓局長下達的「制裁令」，於九月初偕竹聯幫總護法吳敦赴美，會合已於一個月前先扺美國的忠堂堂主董桂森執行「鋤奸計畫」。10月15日，在美國加州舊金山作家劉宜良家前將其連射三槍，劉宜良當場身亡。美國聯邦調查局隨即查出行兇者為台灣竹聯幫份子陳啟禮、吳敦、以及董桂森等人。由於竹聯幫的張安樂當時不斷在美國發表多場演說，聲明陳啟禮江南案實屬中華民國政府高層與國防部情報局策劃，最後在輿論的壓力下，美國向中華民國新聞界透露已經掌握陳啟禮為防萬一而錄製的一捲錄音帶，證實有中華民國政府情治人員介入此案。
中華民國總統蔣經國聞訊後，乃於1985年1月10日下令逮捕情報局長汪希苓、副局長胡儀敏、處長陳虎門。陳啟禮及吳敦逃回國後，被政府以「一清專案」的名義逮捕。1月13日，蔣經國函電宋美齡：
……在舊金山被殺害之劉宜良（筆名江南）一案經偵訊因「一清專案」在押之竹聯幫陳啟禮等據供情報局少數人員涉有罪嫌其中汪希苓亦被株連實令人駭異痛心為使毋枉毋縱業已將有關涉案人員交由軍法機關偵辦兒用人不當致有此變故發生實深內疚謹電稟報伏懇母親訓誨肅叩福安兒經國跪稟一月十三日」

江南案在台北三審定讞，陳啟禮、吳敦、汪希苓依殺人罪，判處無期徒刑，褫奪公權終身；董桂森則潛逃海外，在紐約因運送海洛英，被判二十年監禁，最後死於美國聯邦監獄的一次械鬥。劉宜良遺孀在美國控告中華民國政府，1990年獲得中華民國政府145萬美元的人道賠償金。

### 晚年生活
1991年間，陳啟禮因「江南案」服刑六年假釋出獄後，陸續成立「泉安營造」、「萬裕營造」等多間營造公司承攬公共工程再度縱橫商場。並於1995年間親自公開欽點由「么么」黃少岑擔任竹聯幫第二任幫主，更藉由自家的《美華報導》雜誌刊登在封面加以報導，成為竹聯幫創幫以來首位公開披露的幫主，在江湖上造成大轟動。
1996年間，台灣政府實行「治平專案」全國大掃黑，陳啟禮因被指為是竹聯幫精神領袖而被列為治平對象遭到通緝，陳啟禮請託當時立法院立法委員曾振農協助輾轉躲避到柬埔寨首都金邊市從此未再回過台灣。
金邊華人圈對於陳啟禮的說法很多都相互矛盾，有傳聞說他曾經在這裡走私軍火，但也有人說他完全脫離了黑幫，現在跟柬埔寨的臺商一起合作投資一些正當的生意，不過有一點可以肯定的是，1999年他在接受台灣電視臺採訪時，公開展示了隨身的自衛槍械，隨後他被柬埔寨當局逮捕，並被控以私藏槍支罪而入獄一年一個月。最遺憾的事是父親過世，未能返台送終。陳啟禮旅居柬埔寨期間，其中華民國護照遭到吊銷，陳啟禮後取得柬埔寨護照，得以自由出入香港治病。

### 病逝
2007年8月傳出患有胰臟癌赴香港治療，同年10月4日9時陳啟禮病逝於香港九龍聖德肋撒醫院。並在同年10月18日由竹聯幫重要人士和親友護送遺體從香港寶福紀念館返回台灣，引起媒體及社會大眾高度關注。
替陳啟禮起草輓聯的作家張大春表示他並不認識陳啟禮，是受好友楊祖珺邀請而提字。他表示對陳啟禮的一生是透過朋友形容，感受到他是極講道義的人，才提了「啟節秉乎天 人從俠道知忠盡」「禮失求諸野 路斷關河望竹林」的輓聯，意思是陳啟禮是國家機器下一個臣子，行俠道盡忠義，在位者卻喪失禮義廉恥，斷了他回家的路。世紀喪禮結束後火化，骨灰暫厝新北市樹林區海明禪寺，最後移靈到金寶山墓園安奉。
陳啟禮病逝後的喪禮於2007年11月7日於台北市美麗華旁占地四千坪的停車場舉辦，並於當日遺體火化。喪禮估計花費兩千萬元新台幣，參予人數高達八千人，警方出動近九百名警力維持秩序。告別式不乏有來自台灣、大陆、香港、澳門、日本等各界政商名流、演藝圈、黑幫皆組團前往致意哀悼，並引起海內外媒體關注報導。陳啟禮喪禮由立法院長王金平擔任治喪委員會名譽主委，而陳啟禮就讀的東門小學，還由校長帶著小朋友到靈堂祭拜。

## 家庭
陳啟禮生前共娶過三位妻子，共育有三子三女，其長子陳楚河即為第二位妻子演員齊維莉所出，後亦子承母業成為台灣知名演員。其中影響陳啟禮最深的是第三位妻子陳怡帆，而因陳啟禮的綽號為「旱鴨子」，陳怡帆也被外界稱呼為「鴨婆」。

## 軼聞
陳啟禮在江湖上廣為人知的綽號「旱鴨子」是源自於同是竹林聯盟時期的創幫元老辜祖雲所取，起因在學生時期一場鬥毆之後為了躲避警方追緝逃跑時，幫派同伙們逃跑至溪河處時紛紛跳入河中游泳逃避，赫然發現陳啟禮卻獨自在岸上不敢下水，眾人才知道陳啟禮不會游泳，而被辜祖雲取笑為「旱鴨子」而得名，從此伴隨此綽號一生。而依熟識之人稱呼不同，也被同儕間稱為「鴨子」或「老鴨」等等，也因陳啟禮打鬥時表現非常兇悍，也被寫作為「悍鴨子」。
陳啟禮因喜愛唱《綠島小夜曲》而被竹聯幫視為幫歌，在陳啟禮逝世的告別式會場上，也將這首歌曲做為迎柩儀式的音樂。陳啟禮曾接受採訪時提及，中學時期他在書包背後刻上綠島小夜曲，同儕間疑惑的詢問「為何要刻這個」，陳啟禮答覆「因為我要去綠島」，結果陳啟禮在27歲時因案入獄如願到了綠島。多年後同儕間與陳啟禮聚會回憶起此事時，便將綠島小夜曲訂立為竹聯幫的幫歌。
依據陳虎門接受媒體採訪表示「江南案」發生前的原訂計畫是由陳啟禮及帥岳峰兩人至美國當地尋找當地殺手執行暗殺任務並佈局為「搶劫殺人」，但是陳啟禮前後歷經柳茂川誇下海口找的幫手卻臨陣脫逃，同行的帥岳峰也畏懼退縮藉故逃回台灣，使得陳啟禮決定改用足以信任的竹聯幫自家兄弟來完成任務，因此找上當時在美國的董桂森以及在台灣的吳敦兩人前往舊金山策劃並執行江南的暗殺行動，意外導致竹聯幫在美國曝光而震驚國際，並引發台灣與美國兩地的政治紛爭。
陳啟禮因「治平專案」流亡至柬埔寨首都金邊市期間，因為盛名遠播反倒使得落腳處的別墅成為了許多華人遊客來到柬埔寨拜訪的旅遊景點。然而台灣當時並無駐柬埔寨單位，當地台商有問題會請求陳啟禮協助，甚至柬埔寨政府也會透過陳啟禮協助處理華人事務，陳啟禮的別墅也因來者不拒使得訪客絡繹不絕而聞名於當地。
竹聯幫創幫成員「黃鳥」陳志一曾經接受媒體採訪時披露，陳啟禮與蔣家第二代的蔣緯國是結拜兄弟，並稱呼蔣緯國為「三哥」，藉由其政治人脈與警總退休人員朱國良於台北市新生南路合夥經營「名商俱樂部」結識許多政商名流，也因這層關係與當代政府的情治單位有所接觸，而該俱樂部在當代也被外界視為是竹聯幫總部。